# مكون برايتسيت
مكون برايتسيت هو تعرض طبقات الصخور الرسوبية البحرية للعصر الكريتاسي العلوي/الباليوسيني السفلي (65 مليون عام إلى 55.5 مليون عام) في لاندوفر بماريلاند. ويقع هذا التعرض في شارع برايتسيت بين شارعي شريف ولاندوفر. وهذا المكان الآن ملك لـلجنة التنظيم ومتنزه العاصمة الوطنية بماريلاند. وأطلق آر آر بينيت وجي جي كولينز عليها هذا الاسم عام 1952.
وحسب المسح الجيولوجي لماريلاند، يتكون التعرض من "الطبقات الكلسية المتصلدة محليًا الرمادية إلى رمادية مائلة للأخضر من المايكا الطينية الغلوكونيتية الخفيفة والرمال الدقيقة إلى كبيرة الحبيبات والحصى الفوسفاتية بسمك يتراوح من 0 إلى 20 قدم.”

## البحث
الأبحاث المتوفرة حول مجموعة النبات ومجموعة الحيوان في مكون برايتسيت عمرها عشرات السنين. وفي عام 1968، وجد خمسة وثلاثون نوعًا من القشريات الدقيقة والصدفيات وأغلبها في جزيرة سيثيرا في بداية فترة مكون برايتسيت وكان من بينها 13 نوعًا جديدًا. ويشير وجود الإفرازات العظمية، الإفرازات الكلسية التي تتراكم في الغرف السمعية للأسماك العظمية، إلى وجود مجموعة أسماك في المكون. ونتج عن مكون برايتسيت ثلاثة تصنيفات من الترسات : كبريتات تافروسفيس (ليدي)، أجموفوس وقبعة امارجيناتو أوستيوبيجيس.

## وصلات خارجية
- Maryland Geological Survey: Coastal Plains Rocks and Sediments
- Fossils of Maryland